# 宇部鉄道
宇部鉄道株式会社（うべてつどう）は、かつて存在した日本の鉄道会社。現在の宇部線にあたる鉄道路線などを建設した。

## 歴史

### 計画背景・会社設立・着工
明治期以降、山口県厚狭郡宇部村（現・宇部市）は宇部炭鉱を中心とした鉱工業により急速な発展を遂げていた。しかし、1900年（明治33年）12月3日に三田尻駅（現・防府駅） - 厚狭駅間を開通した山陽鉄道は、同村が産炭地として知られる以前に計画されたこともあり村内を通らず、また最寄りの小野田駅は、村の中心地として人口が集積し始めていた同村新川地区から厚東川をはさみ道程約10km以上離れた地点にあった。
1910年（明治43年）7月1日には、宇部村の要請で隣接する同郡厚南村に宇部駅が開設されたものの、村内に鉄道駅が開設されたわけではなく、鉄道輸送網から取り残された状況は変わらなかった。このため、同年4月21日に公布されていた軽便鉄道法に基づき、宇部興産の創業者である渡辺祐策を総代とし、村田増太郎、林仙輔（第2代宇部市長）、高良宗七（第3代宇部市議会議長、宇部紡績社長）、庄晋太郎（のちの立憲政友会衆議院議員）、新川元右衛門、三隅哲雄（のちの立憲民政党衆議院議員）、名和田正、俵田軍太郎ら9人の発起により、同年12月16日に軽便鉄道敷設免許（厚狭郡宇部村西新川-同郡厚南村宇部駅間）を申請、翌1911年（明治44年）6月28日に敷設認可を受けた。
これを受け、同年12月18日に宇部軽便鉄道株式会社を設立、社長には村田増太郎が就任し、本社は宇部村西新川に置かれた。なお当初は資本金を8万円とし、軌間762 mm、線路敷地は借地、厚東川の架橋は木造橋とする計画であったが、厚東川の川幅と水量に対して木造橋では安全性が確保できないとして認可が下りなかったため、資本金を10万円（設立時には15万円に増資）とし、厚東川の架橋に鉄桁を採用する計画に変更した。
線路敷設のための実測調査は、1912年（明治45年）1月から大倉組に委託して行われた。調査の結果、宇部鉄道設立の趣旨でもある「陸路からの石炭輸送」を達成するためには山陽本線との直通運転が必要であると判断し、同線と同じく軌間1,067 mmとすることが決まった。なお、後年開通した船木鉄道は軌間762 mmを採用した結果、宇部駅での乗り換え、あるいは貨物の積み替えが必要となり、輸送機関としての利便性が劣ることとなった。のちに同鉄道は軌間1,067 mmへの改軌工事を実施している。
着工に際して、当時は山口県内での鉄道敷設事例が少なかったことから長崎県の島原鉄道を視察し参考としたほか、用地買収・敷設工事は沿線各村の協力を受けて進行した。

### 開業・宇部小郡間延伸

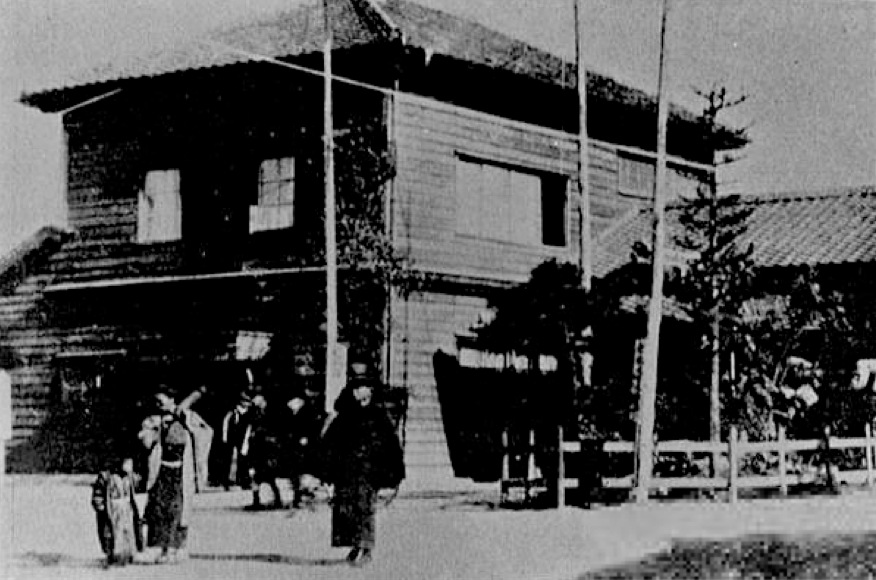
宇部新川駅（初代）
1914年撮影。後の宇部中央バス停付近。

1914年（大正3年）1月9日に宇部新川駅（初代） - 宇部駅間 (4.12M=6.7km) が開通し、途中駅として藤山駅、岩鼻駅、開作駅の3駅が設置された。1921年（大正10年）12月20日に商号を宇部鉄道株式会社に変更した。
1923年（大正12年）8月1日、宇部新川駅 - 床波駅間延伸に伴い宇部新川駅を現在地に移転し、翌1924年（大正14年）8月17日には床波駅 - 本阿知須駅（現・阿知須駅）間が開通した。さらに翌1925年（大正15年）9月1日、本阿知須駅 - 小郡駅（現・新山口駅）間が開通し、宇部駅 - 小郡駅間の路線が全通した。
宇部 - 小郡間の鉄道敷設を巡っては、小郡銀行取締役の徳田譲甫らが設立した「周南軽便鉄道株式会社」が1912年（大正元年）12月20日に免許状の下付を受けるも、期限までに着工できず1916年（大正5年）1月20日に失効していた。徳田は後に宇部鉄道の取締役に加わっている。

### 電化・他社との連携・国有化
1928年（昭和3年）7月23日、定時株主総会にて宇部駅 - 小郡駅間全線の電化を決議した。1929年（昭和4年）3月1日に逓信大臣から電気事業経営許可を受け、電化材料・工事・機器一切の供給や電動客車の製作について大倉商事大阪支店と協商のもと請負契約を締結した。
同時期、同じく宇部地区で鉄道路線を運営しながら異なるターミナル駅を有していた宇部電気鉄道と連帯運輸の協議がまとまり、1928年（昭和3年）8月9日に宇部新川駅構外側線を営業線へ変更する鉄道大臣許可を得た。1930年（昭和5年）7月22日、同社のターミナルである沖ノ山旧鉱駅との間に連絡線を開業、貨物連帯輸送を開始した。旅客輸送は短距離であることや電圧の差異から直通運輸ができず見送っていたが、前述の通り異なるターミナル間の徒歩連絡による不便さから要望を受けて、1931年（昭和6年）8月1日に途中駅として本町停留場を設置し旅客列車の運転を開始した。しかし宇部鉄道は省線である山陽本線との連絡を基準とし、等間隔運輸を行っていた宇部電鉄との相互利用者は増えず、同区間の旅客運輸は休止した。
また、小野田鉄道との連絡も企図し開作駅付近から分岐する連絡線の敷設を両者協議の上決定、1929年（昭和4年）5月17日に免許を受けたが、山口県が改修工事を行なっていた県道との交差に係る協議が遅延し、免許期間内に着工できず失効している。
1941年（昭和16年）12月1日、宇部電気鉄道との合併に伴い解散し、新たに宇部鉄道株式会社として設立。1943年（昭和18年）2月25日には戦時買収に伴う実地踏査が行われ、同年5月1日に宇部鉄道全線が国有化された。
鉄道事業の国有化後も会社自体は存続し、宇部電気鉄道により開始されたバス事業を継続していたが、翌1944年（昭和19年）12月28日に最後の株主総会を開催し会社解散を決議。バス事業は宇部市に買収され、現在の宇部市交通局の前身となっている。

## 車両
1915年（大正4年）の開通以来、蒸気機関車による客貨輸送を行っていたが、1929年（昭和4年）11月に小郡駅（現在の新山口駅） - 西宇部駅（現在の宇部駅）間を直流1,500 Vにより電化したことに伴い、旅客輸送用として電車を保有することとなった。一方、貨物列車は蒸気機関車牽引のままであった。また、1936年（昭和11年）には、輸送力増強用に気動車（ガソリンカー）も導入している。
1941年（昭和16年）には宇部電気鉄道との合併により、直流600 V用の電気機関車と電車を引き継いでいる。両社の路線間には連絡線が敷設されたが、電化方式の違いから電気車の直通は行われず、貨車のみが直通した。
1943年（昭和18年）の国有化時点で、蒸気機関車3両（旧宇部鉄道。通算所属数は6両）、電気機関車3両（旧宇部電気鉄道）、電車16両（旧宇部鉄道10両、旧宇部電気鉄道6両）、気動車2両（旧宇部鉄道）、貨車x両が在籍していた。